# ديفيد هنري ميرسير
ديفيد هنري ميرسير (بالإنجليزية: David Henry Mercer)‏ هو قاضي ومحامي وسياسي أمريكي، ولد في 9 يوليو 1857 في الولايات المتحدة، وتوفي بنفس المكان في 10 يناير 1919. حزبياً، نشط في الحزب الجمهوري. انتخب عضو مجلس النواب الأمريكي.